# ジュニア・ウィッター
ジュニア・ウィッター（Junior Witter、1974年3月10日 - ）は、イギリスのプロボクサー。ブラッドフォード出身。元WBC世界スーパーライト級王者。

## 来歴
1974年にブラッドフォードで生まれた。1997年1月18日に22歳でプロデビューする。デビュー戦は引き分けだったが、ナジーム・ハメドを彷彿とさせるスタイルで注目を浴びた。
1999年2月13日にはWBF世界スーパーライト級王座を獲得し、無敗のまま、2000年6月24日にザブ・ジュダーの持つIBF世界スーパーライト級王座に挑戦する。しかし12回判定で敗れ、最初の世界王座挑戦は失敗した。その後、地域マイナータイトル戦を数多くこなして実力アップを図ることになり、2002年7月8日には空位のコモンウェルス全英スーパーライト級王座を獲得した。
2003年4月5日にはEBUEUスーパーライト級王座を獲得した。さらに2004年6月2日にはEBU欧州スーパーライト級王座も獲得した。その後、2005年2月19日にラブモア・ヌドゥとWBC世界スーパーライト級王座挑戦者決定戦で対戦し、12回判定勝ち。そして2006年9月15日に元世界王者でもあるデマーカス・コーリー（ アメリカ合衆国）と王座決定戦で対戦し、12回判定勝ちでWBC世界スーパーライト級王座を獲得。以後2回連続防衛。
2008年5月10日、イギリスのノッティンガムでティモシー・ブラッドリー（ アメリカ合衆国）を迎えての3度目の防衛戦。6回にダウンを奪われるなどして、1-2（113-115、113-114、115-112）で判定負けし、王座から陥落した。
2009年8月1日、WBC世界スーパーライト級王座決定戦でデボン・アレクサンダー（ アメリカ合衆国）と対戦し、8回終了後の棄権によるTKO負けで王座返り咲きならず。

## ボクシングスタイル
パンチを見切る目のよさや、的確にパンチをヒットさせる勘のよさは抜群であり「 The Hitter （狙撃手） 」の異名を持つが、ガードを下げたまま上体を揺らしてパンチをよける防御技術や、セオリーを無視したボクシングスタイルから「ナジーム・ハメド2世」とも呼ばれることがある（ウィッターのトレーナーはハメドを育てたドミニク・イングルである）。

## 獲得タイトル
- コモンウェルス全英スーパーライト級王座
- EBUEUスーパーライト級王座
- EBU欧州スーパーライト級王座
- WBC世界スーパーライト級王座